# قبضة نجم الشمال: أساطير المنقذون الحقيقيون
قبضة نجم الشمال: أساطير المنقذون الحقيقيون (باليابانية:真救世主伝説 北斗の拳) (بالإنجليزية:Fist of the North Star: The Legends of the True Savior) ، هي سلسلة أفلام أنمي ومانغا قبضة نجم الشمال، وهي عبارة عن خماسية أفلام أنتجت بواسطة طوكيو موفي شينشا، وكتبت من طرف مخترعي مانغا قبضة نجم الشمال، وهم برونسون، وتتسو هارا. الأفلام الخمسة عبارة عن إعادة تصور محدثة للأحداث التي تم تصويرها في المانجا، وتتضمن تفاصيل إضافية وشخصيات جديدة وتعديلات طفيفة على بعض الأحداث، وتمتد السلسلة على ثلاثة أفلام مسرحية واثنين من OVA، يركز كل منهما على شخصية مختلفة من المانجا. تم إصدارها في اليابان خلال فترة ثلاث سنوات بين عامي 2006 و2008، وبلغت ذروتها مع الذكرى السنوية الخامسة والعشرين للمانغا الأصلية. تم توزيع الفيلم الأول، بالإضافة إلى كلا الأوفا، بواسطة توهو، وحققت السلسلة أرباحا تقدر بأكثر من 23 مليار ين.

## الأفلام
تحتوي السلسلة على خمسة أفلام وهي :
1. فيلم أسطورة راو: فصل نهاية الحب (Legend of Raoh: Chapter of Death in Love) أنتج بتاريخ 11 مارس 2006م
2. فيلم أسطورة جوليا (Legend of Yuria) ، أنتج بتاريخ 23 فبراير 2007م.
3. فيلم أسطورة راو: فصل حول القتال العنيف (Legend of Raoh: Chapter of Fierce Fight) ، أنتج بتاريخ 28 أبريل 2007م.
4. فيلم أسطورة توكي (Legend of Toki) ، أنتج بتاريخ 26 مارس 2008م.
5. فيلم زيرو: أسطورة كينشيرو (Zero: Legend of Kenshiro) ، أنتج بتاريخ 4 أكتوبر 2008م.

## وصلات خارجية
- Hokuto no Ken official site (باليابانية)
- قبضة نجم الشمال: أساطير المنقذون الحقيقيون على موقع ANN anime (الإنجليزية)